# Виљано (Фиренца)
Виљано (итал. Vigliano) је насеље у Италији у округу Фиренца, региону Тоскана.
Према процени из 2011. у насељу је живело 44 становника. Насеље се налази на надморској висини од 123 м.